# Чарновець (Остроленцький повіт)
Чарновець (пол. Czarnowiec) — село в Польщі, у гміні Жекунь Остроленцького повіту Мазовецького воєводства.
Населення — 384 особи (2011).
У 1975-1998 роках село належало до Остроленцького воєводства.

## Демографія
Демографічна структура станом на 31 березня 2011 року:
|          | Загалом | Допрацездатний вік | Працездатний вік | Постпрацездатний вік |
| -------- | ------- | ------------------ | ---------------- | -------------------- |
| Чоловіки | 194     | 43                 | 138              | 13                   |
| Жінки    | 190     | 58                 | 104              | 28                   |
| Разом    | 384     | 101                | 242              | 41                   |